# Yūki Ishikawa (pallavolista 1995)
Yūki Ishikawa (石川祐希?, Ishikawa Yūki; Okazaki, 11 dicembre 1995) è un pallavolista giapponese, schiacciatore della Sir Safety Perugia.

## Biografia
Sua sorella Mayu è anch'ella una giocatrice di pallavolo.

## Palmarès

### Club
- Coppa Italia: 1

2014-15
- Supercoppa italiana: 1

2024
- Champions League: 1

2024-25
- Challenge Cup: 1

2020-21

### Nazionale (competizioni minori)
- Campionato asiatico e oceaniano under 18 2012
- Giochi asiatici 2014
- Memorial Hubert Wagner 2015
- Coppa asiatica 2016

### Premi individuali
- 2012 - Campionato asiatico e oceaniano under 18: Miglior realizzatore
- 2015 - Torneo Kurowashiki: Miglior esordiente
- 2015 - Memorial Hubert Wagner: Miglior ricevitore
- 2015 - Coppa del Mondo: Miglior schiacciatore
- 2016 - Qualificazioni mondiali ai Giochi della XXXI Olimpiade: Miglior schiacciatore
- 2017 - Campionato asiatico e oceaniano: Miglior schiacciatore
- 2017 - Campionato asiatico e oceaniano: MVP
- 2019 - Campionato asiatico e oceaniano: Miglior schiacciatore
- 2019 - Coppa del Mondo: Miglior schiacciatore
- 2021 - Campionato asiatico e oceaniano: Miglior schiacciatore
- 2023 - Volleyball Nations League: Miglior schiacciatore
- 2023 - Campionato asiatico e oceaniano: MVP
- 2024 - Volleyball Nations League: Miglior schiacciatore[9]
- 2024 - Supercoppa italiana: MVP